# Astelia fragrans
Astelia fragrans är en enhjärtbladig växtart som beskrevs av John William Colenso. Astelia fragrans ingår i släktet Astelia och familjen Asteliaceae. Inga underarter finns listade i Catalogue of Life.